# Donny Baldwin
Donny Baldwin est un batteur américain, plus connu en tant que membre de Jefferson Starship et de sa suite Starship . 

## Biographie
Donny Baldwin grandit à Palo Alto, en Californie. Baldwin commence sa carrière en tant que batteur pour Elvin Bishop dans les années 1970, avec lequel chante également Mickey Thomas. Lorsque le groupe d'Elvin Bishop se sépare, il rejoint le groupe Snail de Santa Cruz et se produit dans la région de la baie de San Francisco (il travaille aussi brièvement avec Pablo Cruise) jusqu'en 1982. 
Après le départ d'Aynsley Dunbar de Jefferson Starship en 1982, Baldwin le remplace et rejoint ainsi son ancien compagnon de groupe, Mickey Thomas; Il fait ses débuts avec le groupe sur l'album Nuclear Furniture en 1984. Il reste avec le groupe, qui se renomme Starship, jusqu'à l'enregistrement de son troisième album studio, Love Among the Cannibals. En septembre 1989, Baldwin agresse Thomas alors que Starship se produit à Scranton, en Pennsylvanie; Thomas doit avoir recours à la chirurgie reconstructive au visage et à la tête  et Baldwin est renvoyé du groupe. De février 1994 au dernier concert du groupe en avril 1995, Baldwin est le batteur du Jerry Garcia Band . 
Il rejoint Jefferson Starship en 2008, en remplacement de Prairie Prince, et embarque dans la tournée de promotion de l'album Jefferson, Tree of Liberty . Baldwin se produit toujours avec Jefferson Starship et joue de la batterie pour Lydia Pense en tant que membre de Cold Blood . 
En 2017, Craig Chaquico, ancien membre du groupe Jefferson Starship, intente une action en justice contre les membres restants du groupe, dont David Freiberg et Donny Baldwin. Il leur reproche l'utilisation du nom du groupe sur les affiches de tournée et les produits dérivés. Le 4 décembre 2018, les poursuites sont annulées après la conclusion d'un accord confidentiel entre Chaquico et les membres actuels du groupe.